# Каспарян, Артём
Артём Каспарян (15 июня 1995) — нидерландский боксёр-профессионал.
Чемпион Нидерландов (2016, 2017, 2018, 2019, 2020) среди любителей.

## Любительская карьера

### Чемпионат Нидерландов 2016
Выступал в полутяжёлой весовой категории (до 81 кг). В полуфинале победил Ханнеса Гермаата. В финале победил Мартина Фору.

### Чемпионат Нидерландов 2017
Выступал в полутяжёлой весовой категории (до 81 кг). В полуфинале победил Рика де Нойера. В финале победил Ханнеса Гермаата.

### Чемпионат Нидерландов 2018
Выступал в полутяжёлой весовой категории (до 81 кг). В финале победил Рика де Нойера.

### Чемпионат Нидерландов 2019
Выступал в полутяжёлой весовой категории (до 81 кг). В полуфинале победил Рика де Нойера. В финале победил Йохана Виссхера.

### Европейские игры 2019
Выступал в полутяжёлой весовой категории (до 81 кг). В 1/16 финала победил албанца Микеля Цулхая. В 1/8 финала проиграл немцу Абдулрахману Абу Лубдеху.

### Чемпионат мира 2019
Выступал в полутяжёлой весовой категории (до 81 кг). В 1/32 финала победил армянина Артуша Оганесяна. В 1/16 финала проиграл румыну Андрею Арэдое.

### Чемпионат Нидерландов 2020
Выступал в полутяжёлой весовой категории (до 81 кг). В финале победил Рика де Нойера.

## Профессиональная карьера
Дебютировал на профессиональном ринге 16 апреля 2021 года. Победил нокаутом во 2-м раунде.

## Статистика боёв
В таблице перечислены результаты всех поединков боксёров.
В каждой строке указан результат поединка. Дополнительно номер поединка обозначен цветом, который обозначает итог поединка. Расшифровка обозначений и цветов представлена в нижеследующей таблице.
| Пример | Расшифровка                     |
| ------ | ------------------------------- |
|        | Победа                          |
|        | Ничья                           |
|        | Поражение                       |
|        | Планируемый поединок            |
|        | Поединок признан несостоявшимся |
| КО     | Нокаут                          |
| ТКО    | Технический нокаут              |
| PTS    | Решение судей (по очкам)        |
| UD     | Единогласное решение судей      |
| MD     | Решение большинства судей       |
| SD     | Раздельное решение судей        |
| RTD    | Отказ от продолжения боя        |
| DQ     | Дисквалификация                 |
| NC     | Поединок признан несостоявшимся |

| Бой | Дата            | Соперник                 | Место проведения                                             | Результат | Примечание                                  |
| --- | --------------- | ------------------------ | ------------------------------------------------------------ | --------- | ------------------------------------------- |
| 10  | 16 декабря 2023 | Фарук Даку (21-23-1)     | Bowlers Exhibition Centre, Манчестер, Англия, Великобритания | TKO5 (8)  | Даку в нокдауне в 3-м раунде.               |
| 9   | 16 октября 2023 | Ника Гважава (12-32-3)   | Theater Carré, Амстердам, Нидерланды                         | TKO4 (6)  |                                             |
| 8   | 2 сентября 2023 | Кевин Бертогаль (8-47-5) | Bowlers Exhibition Centre, Манчестер, Англия, Великобритания | TKO6 (6)  | Бертогаль два раза в нокдауне в 6-м раунде. |
| 7   | 22 июля 2023    | Брэдли Дэвис (1-3-1)     | Bowlers Exhibition Centre, Манчестер, Англия, Великобритания | PTS6 (6)  | Счёт: 60-54.                                |
| 6   | 21 апреля 2023  | Стево Бабич (2-10-2)     | Остзан, Нидерланды                                           | KO2 (6)   |                                             |
| 5   | 18 февраля 2023 | Деррил Шарп (7-98-1)     | Bowlers Exhibition Centre, Манчестер, Англия, Великобритания | PTS6 (6)  | Счёт: 60-54.                                |
| 4   | 25 июня 2022    | Миладин Вранеш (0-7)     | Ahoy'-hal, Роттердам, Нидерланды                             | TKO4 (6)  |                                             |
| 3   | 10 октября 2021 | Арми Ковачи (1-2)        | Boksschool van 't Hof, Роттердам, Нидерланды                 | KO6 (6)   |                                             |
| 2   | 18 июня 2021    | Осборн Мандела (1-0)     | Роттердам, Нидерланды                                        | KO4 (6)   |                                             |
| 1   | 16 апреля 2021  | Аднан Жилич (14-49)      | Hal 4 aan de Maas, Роттердам, Нидерланды                     | KO2 (4)   | Жилич два раза в нокдауне во 2-м раунде.    |
| Бой | Дата            | Соперник                 | Место проведения                                             | Результат | Примечание                                  |

## Титулы и достижения

### Любительские
- 2016  Чемпион Нидерландов в полутяжёлом весе (до 81 кг).
- 2017  Чемпион Нидерландов в полутяжёлом весе (до 81 кг).
- 2018  Чемпион Нидерландов в полутяжёлом весе (до 81 кг).
- 2019  Чемпион Нидерландов в полутяжёлом весе (до 81 кг).
- 2020  Чемпион Нидерландов в полутяжёлом весе (до 81 кг).